# دييغو ليما دو ناسيمنتو
دييغو ليما دو ناسيمنتو (بالبرتغالية: Diego Lima do Nascimento‏) هو لاعب كرة قدم برازيلي في مركز حراسة المرمى، ولد في 24 أبريل 1986 في ريسيفي في البرازيل. لعب مع نادي فيتوريا.

## وصلات خارجية
- دييغو ليما دو ناسيمنتو على موقع قاعدة بيانات كرة القدم.إي يو (الإنجليزية)
- دييغو ليما دو ناسيمنتو على موقع Soccerway.com (الإنجليزية)